# Psychotria cupulata
Psychotria cupulata är en måreväxtart som beskrevs av Theodoric Valeton. Psychotria cupulata ingår i släktet Psychotria och familjen måreväxter. Inga underarter finns listade i Catalogue of Life.